# Orden narodne armije
Orden narodne armije bilo je odlikovanje SFRJ u tri stupnja, kojeg je 29. prosinca 1951. godine ustanovio Prezidijum Narodne skupštine FNRJ, kao odlikovanje "za osobite zasluge u izgradnji i jačanju oružanih snaga FNRJ ili za osobite uspjehe u rukovođenju jedinicama oružanih snaga FNRJ u njihovu učvrščivanju i osposobljavanju za obranu nezavisnosti FNRJ." Radilo se o odlikovanju za vojne zasluge.
Orden narodne armije imao je tri stupnjeva (reda):
- Orden narodne armije s lovorovim vijencem (do 1961. godine Orden narodne armije I. reda) - 13. u važnosnom slijedu jugoslavenskih odlikovanja
- Orden narodne armije sa zlatnom zvijezdom (do 1961. godine Orden narodne armije II. reda) - 22. u važnosnom slijedu jugoslavenskih odlikovanja
- Orden narodne armije sa srebrnom zvijezdom (do 1961. godine Orden narodne armije III. reda) - 31. u važnosnom slijedu jugoslavenskih odlikovanja

- Orden narodne armije sa srebrnom zvjezdom